# تپه امرآباد
تپه امر آباد در شهرستان جوانرود، بخش روانسر، روستای امرآباد واقع شده و این اثر در تاریخ ۲۳ شهریور ۱۳۸۲ با شمارهٔ ثبت ۱۰۱۵۱ به‌عنوان یکی از آثار ملی ایران به ثبت رسیده است.